# Ádám Pintér
Ádám Pintér est un footballeur international hongrois, né le 12 juin 1988 à Balassagyarmat en Hongrie. Il évolue actuellement au Greuther Fürth au poste de milieu défensif ou de stoppeur.

## Palmarès

### Clubs
- MTK Budapest FC
  - Vainqueur de la Soproni Liga : 2008 (26 matchs / 2 buts)
  - Vainqueur de la Supercoupe de Hongrie : 2008
- Ferencvaros
  - Vainqueur du Championnat de Hongrie : 2016
  - Vainqueur de la Coupe de Hongrie : 2016